# Taillefer
Taillefer (latein: Incisor ferri, zu Deutsch Eisenhauer; † 14. Oktober 1066) war der Nachname eines normannischen Ménestrels (Barden), dessen exakter Name und Geburtsort unbekannt ist. Gelegentlich wird der Vorname mit Ivo angegeben.
Während der normannischen Invasion Englands im Jahr 1066 zog Taillefer im Gefolge des normannischen Herzogs Wilhelm des Bastards nach England. Kurz vor dem Beginn der Schlacht bei Hastings rezitierte er das Rolandslied, während er vor den normannischen Truppen mit seinem Schwert oder Speer jonglierte. Daraufhin trat ein angelsächsischer Soldat aus dem Schildwall und forderte ihn zum Kampf heraus. Taillefer tötete den Soldaten, woraufhin er den Angriffsmoment initiierte, in dem die Normannen die Angelsachsen angriffen. Taillefer fiel während der Schlacht. Seltsamerweise wurde Taillefer nicht auf dem Teppich von Bayeux abgebildet oder erwähnt. Vermutlich weil er niederen Standes war.
Wace, ein normannischer Dichter, erwähnt Taillefer in seiner Verschronik Roman de Rou in den Zeilen 8013–8019.
Taillefer wird auch von Geoffrey Gaimar, Heinrich von Huntingdon, Wilhelm von Malmesbury und im Carmen de Hastingae Proelio erwähnt, wobei es abweichende Angaben gibt, die aber auch Gemeinsamkeiten aufweisen. Zum Beispiel ist mal nur vom Schwertjonglieren die Rede, oder nur das Vortragen des Rolandsliedes.
Der deutsche Dichter Ludwig Uhland gestaltete 1816 die Geschichte von Taillefer zu einer Ballade, welche der deutsche Komponist Richard Strauss im Jahr 1903 als Kantate vertonte.

## Mediale Rezeption
- Terry Jones im Mittelalter (Terry Jones’ Medieval Lives, achtteilige Dokumentationsreihe der BBC aus dem Jahr 2004) ...als Minnesänger.